# Rubén Martín Díaz
Rubén Martín Díaz  (Albacete, 11 de marzo de 1980) es un poeta español. Recibió el Premio Adonáis correspondiente a la edición de 2009 y el Premio Ojo Crítico de RNE en 2010 por su obra El minuto interior.

## Datos biográficos
Nacido en Albacete, Rubén Martín Díaz desciende de padre extremeño, natural de Casares de las Hurdes, y madre albaceteña. Rubén es técnico de mantenimiento industrial. 

## Premios
- Premio Adonáis de Poesía (2009)
- Premio Ojo Crítico de RNE (2010)
- Premio Internacional de Poesía 'Hermanos Argensola' (2012)[3]
- Premio Internacional de Poesía Barcarola (2015)
- Premio Internacional de Poesía 'Alegría' (2023)

## Distinciones
- Albaceteño distinguido en cultura por la Peña de Albacete en Madrid, de la Casa de Castilla-La Mancha (2009)
- Hijo Predilecto de Casares de las Hurdes (Cáceres, 2010)

## Obras

### Libros de poesía
- Contemplación, Premio Nacional de Poesía para Jóvenes Poetas Caja de Guadalajara-Fundación Siglo Futuro 2008. Madrid, Vitruvio, 2009. ISBN 978-84-96830-89-9
- El minuto interior, Premio Adonáis 2009 y Premio Ojo Crítico de RNE 2010. Madrid, Ediciones Rialp, 2010. ISBN 978-84-321-3771-6
- El mirador de piedra, Premio Internacional de Poesía 'Hermanos Argensola' 2012. Madrid, Visor, 2012. ISBN 978-84-9895-833-1
- Arquitectura o sueño, Sevilla, La Isla de Siltolá, 2015. ISBN 978-84-16210-75-6
- Fracturas (portada ilustrada por Juan Carlos Mestre), Premio Internacional de Poesía Barcarola 2015. Murcia, Nausícaä, 2016. ISBN 978-84-944683-2-2
- Un tigre se aleja, Sevilla, Renacimiento, 2021. ISBN 978-84-18387-92-0
- Lírica industrial, Premio Internacional de Poesía 'Alegría' 2023, Madrid, Ediciones Rialp, 2023. ISBN 978-84-321-6581-8

### Libros de cuentos
- Azul nocturno, Sevilla, La Isla de Siltolá, 2016. ISBN 978-84-16682-16-4

### Otras publicaciones
- Una generación de fuego (antología de poesía española contemporánea), Albacete, Fractal Poesía, 2013 (antólogo y coeditor)

### Inclusiones en antologías

#### Antologías de poesía
- El llano en llamas (antología de poesía española contemporánea), Selección de Andrés García Cerdán, Albacete, Fractal Poesía, 2012
- Re-generación. Antología de poesía española (2000-2015), Selección de José Luis Morante, Granada, Valparaíso Ediciones, 2016. ISBN 978-84-16560-25-7
- Desde el mar a la estepa. Antología de poetas del sudeste español, Albacete, Chamán Ediciones, 2016. ISBN 978-84-945233-0-4
- Séptima antología de Adonáis, Madrid, Ediciones Rialp, 2016. ISBN 978-84-321-4685-5
- El peligro y el sueño. La escuela poética de Albacete (2000-2016), Toledo, Editorial CELYA, 2016. ISBN 978-84-16299-31-7

#### Antologías de narrativa
- El año del virus. Relatos en cuarentena. Edición de Eloy M. Cebrián. Prólogo de Javier Sarti. Albacete: Los libros de El Problema de Yorick, 2020.[4]